# Josep Anselm Clavé i Camps

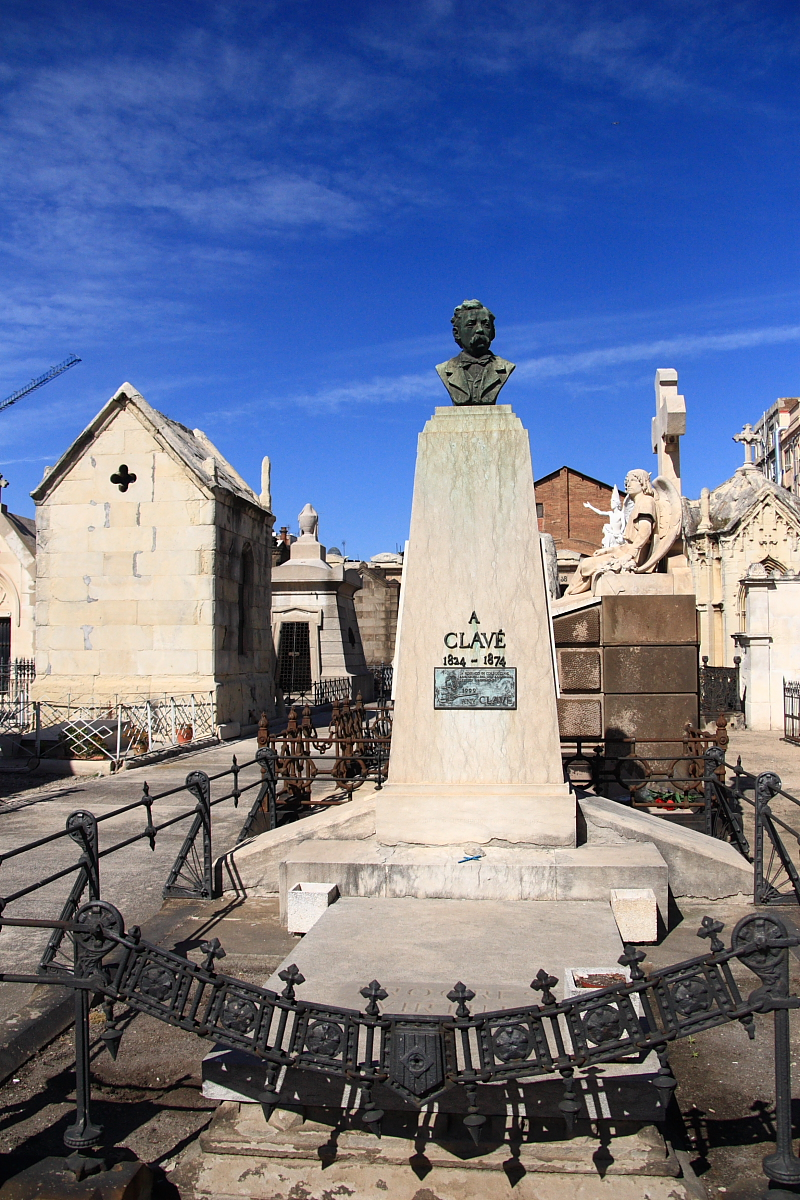
Panteó de Josep Anselm Clavé al Cementiri de Poblenou

Josep Anselm Clavé i Camps (Barcelona, 21 d'abril de 1824 - 24 de febrer de 1874) fou un polític, compositor i escriptor català, fundador del moviment coral a Catalunya i impulsor del moviment associatiu.

## Josep Anselm Clavé (1824-1874) i les societats corals a Catalunya

### Primers anys
Fill de Francesc Clavé fuster de professió i d'Agnès Camps, va néixer en el barri barceloní de la Ribera, en el si d'una família modesta, tot i que amb un cert benestar econòmic, propiciat, no per l'abundància, sinó per l'estabilitat. Aquesta situació no durà gaire, ja que el negoci familiar patí un revés econòmic que comportà serioses dificultats a la família Clavé. Als sis anys va perdre la visió d'un ull a causa d'una infecció, fet que va contribuir que deixés definitivament l'escola. Es va posar a treballar de torner, però aviat va haver de deixar la feina, ja que, havent-la de realitzar forçant la postura perquè només hi veia amb un sol ull, li causava un procés de malformació a l'espatlla. Des d'aquest moment -i influït per la sensibilitat i gust per a les arts de la seva mare- es dedicà, de forma autodidàctica, a estudiar música i poesia. D'aquesta manera, amb una sòlida formació humana i musical, s'introduí a la pràctica de la música, en la literatura i el pensament social francès, tan importants per a la seva formació política. Ben aviat va començar a convertir la seva afecció de tocar la guitarra en una alternativa professional, i decidí llogar-se a diferents cafès de Barcelona, com a guitarrista. Aquí començaria una veritable activitat musical en el context de la música popular, pròpia de les tavernes i els locals d'esbarjo.
Des de ben jove va mostrar una filiació política d'esquerres i republicana, i va relacionar-se amb personatges com Narcís Monturiol i Abdó Terrades. Tots ells col·laboraren en la creació del primer diari comunista a Catalunya. Entre 1840 i 1843, participà de forma activa a les revoltes urbanes que hi hagué a Barcelona, per la qual cosa fou arrestat i empresonat a la fortalesa militar de la Ciutadella.
Quan tornà a la seva activitat com a músic pels cafès de Barcelona, al mateix temps que entrava en contacte amb la música de l'època, s'adonà de l'acceptació i èxit entre el públic popular de les seves composicions i interpretacions. Ell proposà un gènere de cançons més refinades que les que estaven de moda en aquests ambients i les presentà com a alternativa.

#### Clavé i el cant coral
Va anar guanyant popularitat i el 1845 fou cridat per uns amics per formar i dirigir una modesta societat orquestrina que s'anomenaria La Aurora, integrada per una vintena d'homes que feien sonar instruments populars ben diversos (guitarres, bandúrries, triangles, panderetes, etc.). Aquesta mena de formacions, com ara rondalles o estudiantines, van anar proliferant entre 1845 i 1849 a Barcelona, i facilitaren, i en bona part serviren de base per al desenvolupament i l'expansió de les societats corals a partir del 1850.
Degut a la dificultat per a crear un repertori adequat per a un grup de músics tan heterogeni com La Aurora, Clavé va optar per a fer-los cantar a tots, però calia conservar una textura polifònica. D'aquí va sorgir la idea de crear una societat coral, La Fraternitat, que seria la primera a l'Estat Espanyol (2 de febrer de 1850).
Per mitjà de La Fraternitat, Clavé va aconseguir apropar la música i la cultura a una classe treballadora, a la qual en aquella època se li negava l'accés portant una vida que es reduïa a treballar moltes hores en dures condicions i sense oportunitat de gaudir d'activitats extra-laborals de cap mena, ni oci, ni sanitat ni educació. Per tant, allò que Clavé estava introduint suposava tota una revolució social.

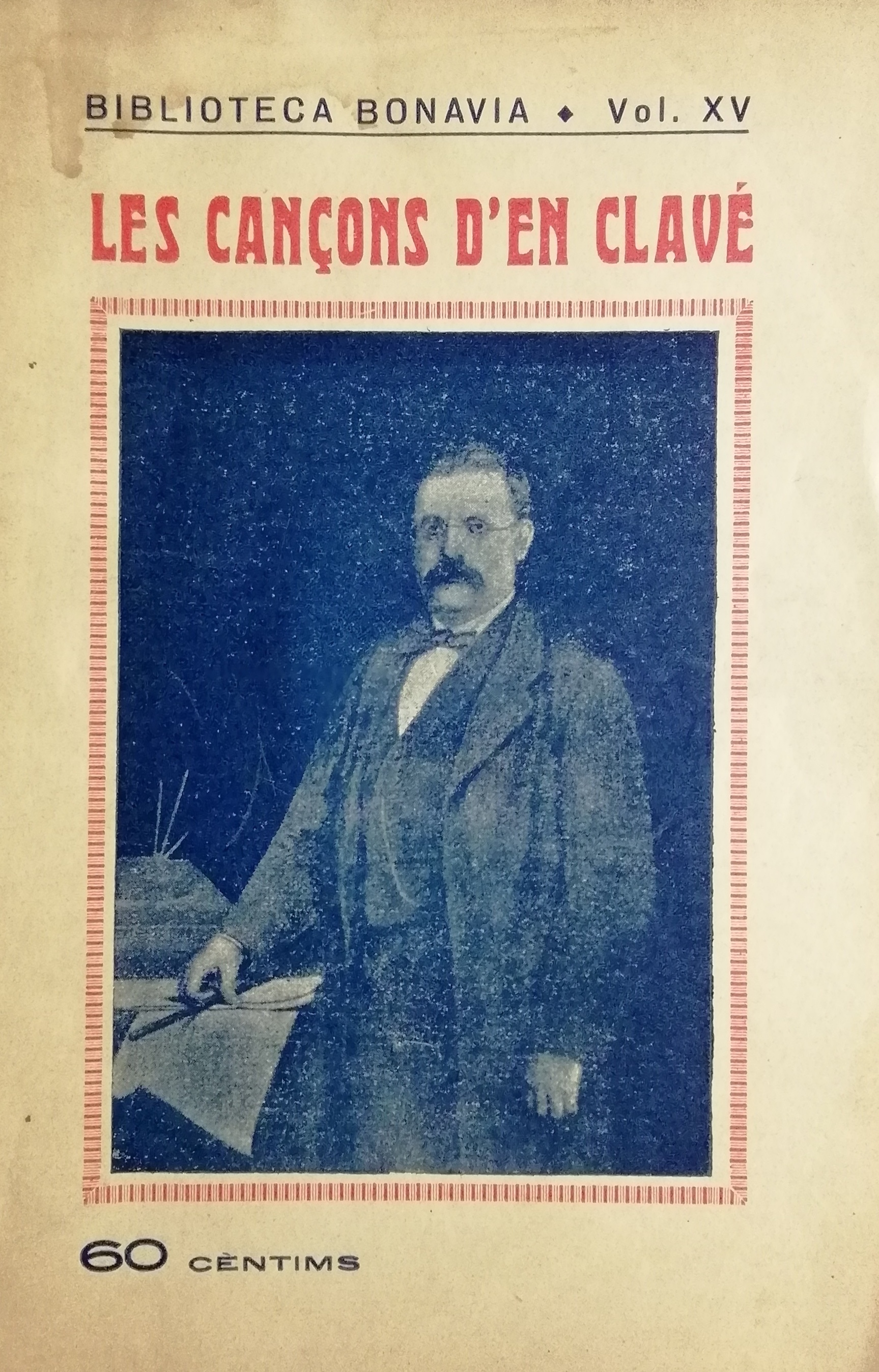
Recull de cançons de Josep Anselm Clavé publicades a Barcelona l'any 1933

Tot seguint l'exemple de La Fraternitat aviat començaren a formar-se a Barcelona i a les poblacions veïnes grups corals que imitaven La Fraternitat. La tendència s'aniria escampant per tota Catalunya en pocs anys. El cant coral esdevingué una activitat pròpia de les classes obreres, la seva via d'escapament a una vida dura de treball i sacrifici.
El 1853 Clavé va decidir llogar els Jardins de la Nimfa, situats al Passeig de Gràcia, per a realitzar-hi espectacles de manera regular. Aquests concerts, iniciats per La Fraternitat, trobaren dura oposició de les classes altes, que impediren seguir aquesta activitat, així com les sessions de ball. Però el seu èxit perdurava, i es va traslladar l'activitat als Camps Elisis (també al Passeig de Gràcia).
Fins al 1856 aquesta activitat va perdurar i va tenir gran èxit, però les tensions socio-polítiques i la vaga general de 1855 foren la causa que Clavé fos detingut i deportat a les Illes Balears.
Quan tornà a ésser posat en llibertat, Clavé va recuperar allò que havia estat interromput. El 1857 va organitzar uns espectacles als Jardins d'Euterpe, aquesta vegada sense dependre de cap empresa externa que pogués ésser clausurada. La Fraternitat passaria a anomenar-se Societat Coral Euterpe.
Els espectacles i balls populars dels Jardins d'Euterpe gaudiren de gran èxit, i s'hi duien a terme concerts en diferents sessions al llarg del dia. Clavé va decidir editar un programa d'activitats anomenat Eco de Euterpe, un butlletí on figuraven tots els esdeveniments relacionats, així com fragments literaris i notícies, i que serviria per a augmentar el ressò dels Jardins d'Euterpe.

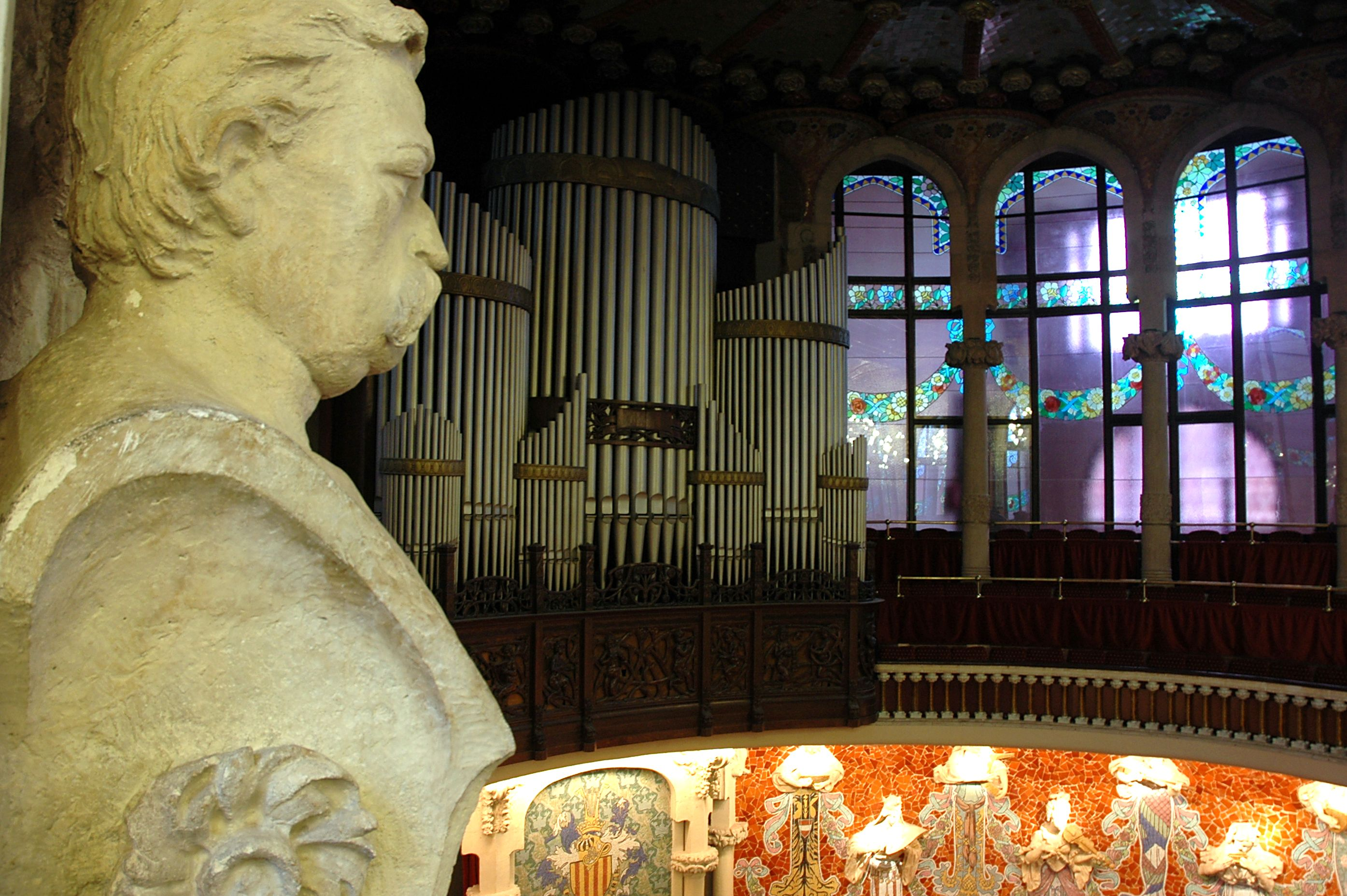
Bust de Josep Anselm Clavé al Palau de la Música Catalana

Degut a les nombroses entitats corals que volgueren seguir l'exemple claverià, es fundà el 1860 l'Asociación Euterpense, una mena de federació que agrupava les entitats corals i els proporcionava assessorament i repertori. També era una manera d'evitar societats corals paral·leles que suposaven una competència per als cors claverians i llurs activitats, i aïllar-los, així com controlar qui podia tenir accés al repertori claverià i qui no.
Entre els anys 1860 i 1864 les activitats artístiques d'aquesta federació tingueren un gran ressò, i agruparen milers de cantaires i centenars de músics en concerts comuns. En aquest marc, Clavé va fer interpretar fragments corals i instrumentals de Tannhäuser, la qual cosa suposava la primera vegada que Wagner era sentit a Espanya. En aquest moment ja existien vuitanta-quatre societats corals als Països Catalans i també a Cuba. L'Asociación Euterpense publicà el periòdic El Metrónomo, que aparegué el 1863-64 i que divulgava l'activitat coral catalana.
El 1867 Clavé fou detingut i deportat a Madrid, però malgrat això les activitats dels Jardins d'Euterpe, de la Societat Coral Euterpe, els balls, concerts, actuacions als carrers de la ciutat i a diferents teatres, etc. continuaren amb normalitat.
A partir del 1868 i a conseqüència de la Revolució de Setembre, La Gloriosa, els Cors de Clavé ja no foren l'eina imprescindible per canalitzar les inquietuds republicanes, dirigides ara primer a través del Partit Democràtic i després del Partit Republicà. Clavé, que no havia abandonat mai l'activitat política, exercí diversos càrrecs públics. El mateix 1868 fou membre de la Junta Revolucionària; l'any següent fou vicepresident del Pacte de Tortosa; el 1871 fou elegit diputat i nomenat President de la Diputació de Barcelona; i el 1873, amb la Primera República Espanyola, governador civil de Castelló i Delegat del Govern a Tarragona. El cop del general Manuel Pavía el 3 de gener de 1874 posà fi a la República i a totes les esperances democràtiques dipositades en ella. Clavé tornà a Barcelona on morí setmanes després, el 24 de febrer.

## Formació d'una consciència musical catalana (1850 - 1892)

### Antecedents
En els primers anys del segle xix  apareix el públic (de concert i d'òpera) com a entitat social diferenciada, integrada per heterogenis valors mentals, però bàsicament  nodrida d'elements d'extracció burgesa. Paral·lelament, en el mateix període, la submissió de la vida musical catalana a la normativa estètica italiana fou pràcticament total. Mentrestant, la societat catalana s'havia estructurat socialment al compàs dels avenços de la industrialització, però mancava encara al país una consciència social amb funció cultural vinculada a una acció política.
Cap a mitjans del segle, diversos fets van contribuir a retornar a Catalunya la seva consciència com a entitat nacional capaç d'empreses de signe espiritual. Aquests esdeveniments, uns signes polítics, altres de caràcter cultural, pressionant conjuntament sobre la societat catalana, determinaren en part la formació del seu peculiar perfil.
Entre els fets anunciats, cal col·locar en primer lloc el moviment de la Renaixença (portaveu del nacionalisme polític i literari), que si bé es manifestà fonamentalment en esferes alienes a la música, actuà com a activador de l'art del so en un triple pla: creant un art ingenu però molt vinculat a la terra (Cors de Clavé), estimulant l'afecció de la dansa popular, la sardana, que en mans de Pep Ventura adoptà l'estructura i la disposició instrumental amb què la coneixem ara. Per altra banda, cal destacar també l'impacte provocat en el país pel wagnerisme com a nova doctrina estètica, la qual va representar un ideal d'expressió pel que pretenia la renaixent personalitat nacional catalana.
Ara bé, si la Renaixença i el wagnerisme marcaren uns solcs tan profunds en la societat catalana és perquè aquesta havia madurat i s'havia permeabilitzat prou per a incorporar i transformar en substància viva les influències més variades. Això per una banda. Per l'altra, la mutació mental experimentada provocà en cada un dels estaments de la societat un desig de disposar d'elements adients a la seva particular apetència expressiva. Així es veia que la burgesia i la menestralia –el moviment obrer no havia assolit encara la consciència que havia de tenir en el canvi de segle–, ja ben diferenciades pel desenvolupament del maquinisme, volen sentir la seva pròpia veu. Apareixen, per tant, diverses societats musicals de caràcter burgés que culminen en la fundació del Liceu el 1847, alhora que sorgeixen arreu agrupacions corals integrades per obrers i menestrals que tingueren en l'obra de Josep Anselm Clavé la seva encarnació més viva.
L'any 1861, el Liceu és destruït per un incendi. Resulta molt significatiu, amb relació a l'empenta de la nova societat, que amb prou feines un any més tard (20 d'abril del 1862), el teatre fos inaugurat novament. L'obra escollida fou Els Puritans, de Bellini. La cursa de recuperació empresa per la societat catalana ja no es podia deturar. L'evolució dels gustos musicals de la nostra societat, el fet de disposar d'un teatre líric de primer ordre, les positives millores materials i econòmiques motivades per l'autorització de participar en el comerç d'ultramar, i la creació d'una desconeguda potència industrial, determinaren també la creació de noves societats com La Filarmónica (1844), que més endavant esdevingué el Centro Filarmónico.
El concert públic a l'estil europeu queda institucionalitzat. Si Chopin estigué de transeünt a Barcelona abans d'embarcar cap a Mallora (1838), Liszt comparegué el 1844 i els principals «virtuosos» del concert i de l'òpera desfilaren pels més importants escenaris del país.
L'any 1838 fou creat el Conservatori Superior de Música i Declamació del Liceu. Més endavant (1886) –i després d'unes esporàdiques sèries de concerts simfònics organitzats i dirigits per Joan Goula i Antoni Nicolau– el municipi de Barcelona organitza la primera entitat instrumental de caràcter oficial: la Banda, que tindrà com a primer director Josep Rodoreda. En el mateix acord de l'Ajuntament, presidit per Francesc Rius i Taulet, es creà l'Escola Municipal de Música.

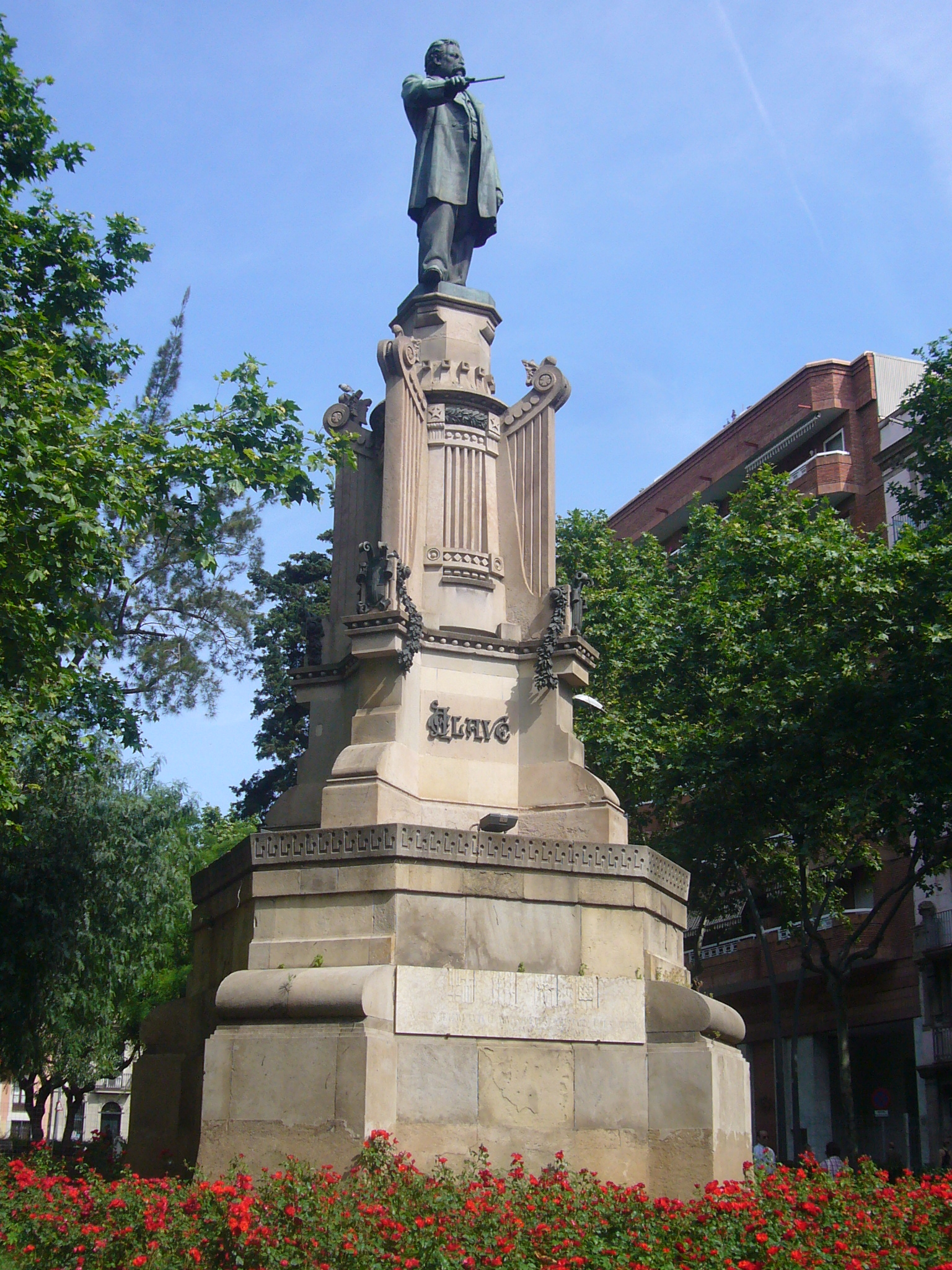
Monument a Josep Anselm Clavé, al Passeig de Sant Joan de Barcelona

Finalment, en aquest recompte dels factors alhora simptomàtics i determinats del canvi efectuat en el si de la societat catalana, cal assenyalar també l'aparició del pianista de cafè.

#### Després de la mort de Clavé
Després de la mort de Clavé, el 1874, el moviment coral orfeònic necessitava adaptar-se als nous temps. La reforma en profunditat fou portada endavant amb gran èxit artístic i una sintonització extraordinària per l'Orfeó Català, capdavanter del moviment orfeonista que contribuí decisivament a unificar les forces musicals catalanes. Aquesta societat coral fundada el 1891 a Barcelona per Lluís Millet i Pagès i Amadeu Vives degué la seva penetració extraordinària a la personalitat excepcional dels seus fundadors.
Els dos estaven arrelats a la Renaixença i estimaven el tresor que representava la cançó tradicional, i al llarg de la seva activitat de compositors saberen crear les obres més entranyables i significatives del repertori musical català. Cal recordar també els innombrables orfeons que a semblança de l'Orfeó Català es fundaren al Principat i els que foren creats per grups de catalans, emigrats o exiliats, especialment a l'Amèrica Llatina.
L'Orfeó Català celebrà el seu primer concert públic l'any 1892 i fou organitzat per Antoni Nicolau. Inicialment consistia en un cor masculí; més tard Joan Gay, Josep M. Comella i Francesc Pujol organitzaren una sessió infantil i Joan Gay i Emerenciana Wehrle fundaren l'any 1896 la secció de dones. Alhora fou organitzat l'ensenyament musical dels infants.

## Clavé i la francmaçoneria
S'ha especulat a bastament sobre la possible pertinença de Clavé a la francmaçoneria. Hi ha constància que la seva filla, Àurea Rosa, va pertànyer a la lògia Lealtad de Barcelona. I el lema de Clavé, «progrés, virtut i amor» també s'adiu als postulats maçònics.

## L'obra de Clavé

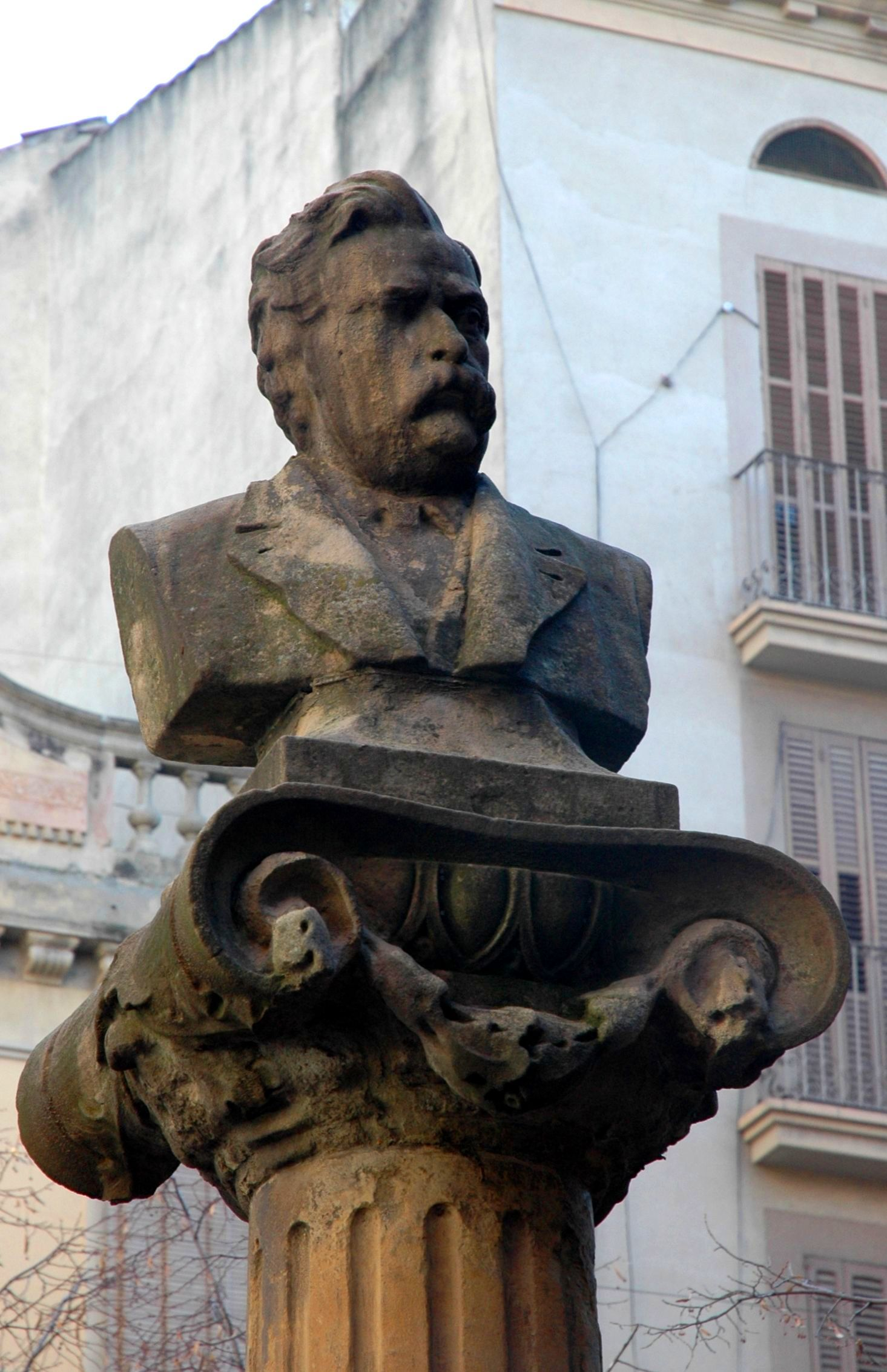
Monument a Josep Anselm Clavé a la plaça dedicada de Manresa

L'obra de Clavé estava bàsicament destinada a les activitats socio-culturals que organitzava. Oferia un repertori molt divers amb obres per a ser ballades i altres per a ser dansades: 
- Música de ball, pensada per a ser cantada amb acompanyament instrumental, i que agafa les formes de les danses de moda de l'època: vals, polca, xotis…
- Música de concert, bàsicament coral i amb poc o nul acompanyament instrumental, polifònica i que també agafa formes musicals pròpies de l'època: himnes, barcaroles, pastorel·les…

Ambdós tipus d'obres presenten caràcters força diferents: en les primeres destaca la influència de Giuseppe Verdi i el seu caràcter extravertit i triomfal -per exemple La Maquinista (1867)-; mentre que les obres del segon grup tenen un tarannà més intimista i recollit.
Les obres del segon grup tracten de temes pastorals, on es presenta un món idíl·lic i una natura idealitzada, àdhuc amb referències mitològiques. Clavé pretenia recuperar un ideal de societat preindustrial, un món rural on l'home és lliure i no sotmès a les normes i a l'explotació humana de què dol el món industrial. Hi havia, per tant, un ànim d'evasió en les seves lletres. El mateix marc on es realitzaven els concerts, ja suposava una mena d'oasi dins la ciutat, un indret evocador on podia manifestar-se la fraternitat i la germanor.

### Importància de Clavé per a la música i societat catalana
- Introdueix el moviment coral a Catalunya i posa el país en consonància amb la cultura europea.
- Dona unes eines culturals a les classes obreres per a adquirir una formació i una autoestima, alhora que els fa desvetllar un sentiment de pertinença a un col·lectiu, la qual cosa potenciarà la vinculació d'aquestes classes amb el nacionalisme.
- Donà l'oportunitat a les classes populars de participar del fet cultural, a més amb la seva pròpia llengua, cosa molt nova a Catalunya, pel que fa a la música culta i escrita.
- Va propiciar el moviment associatiu, el qual va ultrapassar el món estrictament coral i va arribar a constituir un eix vertebrador de la societat catalana que encara avui dia defineix la societat d'aquest país.
- Va crear un moviment musical: el moviment coral, de gran importància a Catalunya, que constitueix un món on es creen vincles humans molt importants i que suposa una pedrera de nous valors dins el món musical i artístic.

La Biblioteca de Catalunya conserva una col·lecció Josep Anselm Clavé. Un retrat seu forma part de la Galeria de Catalans Il·lustres de l'Ajuntament de Barcelona.

### Obres destacades
- La estrella matutina (1847)
- Las rosas de abril (1848)
- Fraternidad (1849)
- La flor de las tunas (1851)
- La ilusión (1852)
- Ester (1853)
- A la luz de la Luna (1854)
- ¡Un beso! (1855)
- El primer amor (1856)
- La Tuna (1857)
- Per als pobres (1858)
- Les flors de maig (1858)
- Cap el tard (1859)
- La toia de la núvia (1860)
- La Verema (1862)
- El chinito (1863)
- ¡Gloria a España! (1864)
- Horas felices (1865)
- L'edat ditxosa (1866)
- Els Xiquets de Valls (1867). Una part d'aquesta obra fou la melodia emprada per al que seria l'himne de Catalunya alternatiu a Els Segadors en la Segona República Espanyola: El cant del poble, amb lletra de Josep Maria de Sagarra. Però el poble no va acceptar el canvi i aquest nou himne no prosperà.
- La Maquinista (1867). És un himne a la classe treballadora. Dedicada a l'antiga fàbrica i en la qual Clavé enalteix els valors del treball. És un obra per ballar, amb acompanyament orquestral i forta influència de Verdi.
- La Revolución (1868). Dedicada al seu amic Abdó Terrades.
- Pasqua Florida (1868)
- Pel juny la falç al puny (1869)
- La Marsellesa (1871)
- Goig i planys (1873)

Com a compositor de sarsueles, Clavé fou un dels iniciadors del gènere en català, tot estrenant al Gran Teatre del Liceu, el 30 de desembre del 1858, la sarsuela L'aplec del Remei (1858). Aquesta sarsuela va ser la primera escrita en català en tota la historia, i destaquem que després de ser estrenada va quedar en l'oblit fins a l'any 2016, any en què es va interpretar al Teatre Nacional de Catalunya.
Posteriorment escrigué, també en català, L'art de la bruixeria, amb text de Conrad Roure i Bofill i Eduard Vidal i de Valenciano, però no arribà a estrenar-se.
Entre les seves sarsueles en castellà assoliren certa fama Paco Mandria y Sacabuches i Una Zambra en Alfarache.

## Fons personal
El seu fons personal es conserva a l'Arxiu Nacional de Catalunya. El fons Josep Anselm Clavé està integrat per 437 documents conservats en tres volums luxosament enquadernats. La correspondència ocupa un lloc molt important destacant les cartes de Narcís Monturiol, Castelar i Pascual Madoz. En el tercer volum hi ha diverses composicions poètiques, dècimes i himnes, en total 24 documents; 18 manuscrits i impresos referents als Cors Clavé; i, per acabar podem trobar documents referents a la vida política de l'autor, com el nomenament de governador civil de Castelló de la Plana i diversos despatxos telegràfics generats el 1873.
El Centre de Documentació de l'Orfeó Català també conserva una part del fons personal d'Anselm Clavé, que conté principalment les partitures manuscrites de més de 80 obres. Hi predominen les composicions per a cor, per a cor i orquestra, així com una gran quantitat de balls com: el vals, la polca, el xotis, el rigodon o l'americana. També hi destaca documentació textual com el reglament de la Societat Coral Euterpe i la documentació sobre la gestió de l'espai d'oci dels Camps Elisis. Es conserva correspondència i títols que aporten informació sobre la seva activitat política durant la Primera República Espanyola i algunes fotografies de la societat coral que dirigia.